# Cross-linking
Il Cross-linking, noto anche come Cross-linking corneale, abbreviato come CCL, C3-R, CCR, KXL o CXL, è una tecnica parachirurgica ideata nel 1998 a Dresda in Germania, utilizzata per assestare una malattia degenerativa dell'occhio chiamata cheratocono. È stata introdotta in Italia nel 2005.

## Tecniche e benefici
Grazie al cross-linking si rafforzano le fibre di collagene che costituiscono la cornea, mediante la formazione di legami covalenti fra le fibrille dello stroma, impedendone così il progressivo sfiancamento, tipico del cheratocono e di altre patologie ectasiche della cornea (degenerazione marginale pellucida, ectasia post-lasik), con conseguente assottigliamento, nei casi più avanzati fino alla perforazione, e formazione di un astigmatismo irregolare che determina un progressivo deterioramento della capacità visiva. 
Viene effettuata una prima fase di imbibizione dello stroma corneale con una soluzione a base di riboflavina (vitamina B2), una sostanza fotosensibile; l'assorbimento della sostanza può avvenire dopo aver asportato l'epitelio corneale (tecnica EPI-OFF) o senza rimozione dell'epitelio (tecnica EPI-ON), utilizzando soluzioni contenenti sostanze che facilitano la penetrazione attraverso la barriera epiteliale (enhancers) o un dispositivo iontoforetico. Nella seconda fase viene effettuata una irradazione con raggi UV-A ad una particolare lunghezza d'onda (in genere 370 nm) a 3 mW per 30 minuti, dopo aver rimosso l'epitelio corneale (protocollo di Dresda), oppure a potenze maggiori per un lasso di tempo inferiore (metodiche accelerate). Recentemente è stato proposto l'utilizzo in EPI-ON di una soluzione innovativa a base di Riboflavina, vit. E-TPGS ed altre sostanze, associato ad una irradiazione UV a basso dosaggio e con tempi inferiori, customizzata in base alle caratteristiche del singolo paziente e ad un modello matematico (protocollo Megaride) . 
Le tecniche di CXL hanno lo scopo di irrigidire la struttura della cornea, bloccando in molti casi l'avanzata una malattia che tende ad evolvere fino ai 40-50 anni e che nel 25% dei casi porta al trapianto di cornea.

## Utilizzo combinato con altre tecniche
Il cross-linking può, in alcuni casi, essere combinato con altre procedure di chirurgia conservativa del cheratocono, come l'inserzione di anelli intrastromali (Intacs) e la Mini Cheratotomia Radiale Asimmetrica (M.A.R.K.).